# Fusiegemeente
Een fusiegemeente is de naam die vaak wordt gegeven aan een gemeente die ontstaan is door de samenvoeging van meerdere, opgeheven gemeenten. Fusiegemeenten worden meestal gecreëerd om te trachten een slagkrachtiger lokaal bestuur, efficiëntere lokale administratie en kostenbesparingen te bekomen. Vaak zijn het dan ook kleine gemeenten die opgeheven worden om te fuseren.
Er kan een onderscheid worden gemaakt tussen een ambtelijke en bestuurlijke fusie. Bij een ambtelijke fusie vormen de ambtelijke organisaties van de afzonderlijke gemeentes één ambtelijke organisatie, gemeenten en gemeentebesturen blijven dan bestaan. Een bestuurlijke fusie houdt in dat er één nieuwe gemeente ontstaat.

## Fusiegemeenten in België
België is een land waar het overgrote deel van de gemeenten fusiegemeenten zijn. Vooral in de jaren 1970 werden er massaal kleine gemeenten opgeheven om alzo honderden fusiegemeenten te creëren. Op 1 januari 1977 daalde het aantal gemeenten in één klap van 2.359 naar 589. Dit in tegenstelling tot Nederland, waar gemeentefusies meer gespreid in de tijd waren.
Vele fusiegemeenten bestaan uit een handvol dorpen en dragen de naam van een van die dorpen. Een voorbeeld van zo'n fusiegemeente is de Kempense gemeente Lille die bestaat uit vier voormalige gemeentes of deelgemeentes die vroeger elk een eigen bestuur hadden, namelijk: Lille, Poederlee, Gierle en Wechelderzande. In een ander voorbeeld krijgt de fusiegemeente een nieuwe naam, die voorheen nog niet als deelgemeente bestond. Zo fuseerden acht kleine gemeenten in het West-Vlaams Heuvelland tot een fusiegemeente genaamd Heuvelland.
Sommige stedelijke agglomeraties kregen uitstel om de fusie te realiseren: Antwerpen ongeveer 10 jaar (de fusieoperatie gebeurde in 1983) en Brussel onbepaald.
Tegen de fusies van de jaren 1970 kwam heel wat protest, omdat ofwel de inwoners liever geen fusie wilden of omdat ze de herindeling niet correct vonden en ze liever waren gefuseerd met een andere gemeente. In de jaren na de fusie waren enkele politieke groeperingen voorstander van een terugkeer naar de oude situatie: defusie genaamd, al heeft dit nooit een grote stroming gevormd. Bij fusies van randgemeenten van een grote stad met de stad zelf, kwam ook veel protest, onder meer omdat de inwoners na de fusie bij een gemeente gingen horen waar de gemeentebelasting vaak hoger was dan in hun oorspronkelijke gemeente.